# Église Saint-Cybard de La Rochefoucauld
L'église Saint-Cybard est une église catholique située à La Rochefoucauld, en France.

## Localisation
L'église est située dans le département français de la Charente, sur la commune de La Rochefoucauld.

## Historique
L'édifice est classé au titre des monuments historiques en 1909.